# Stdint.h
stdint.h — заголовний файл стандартної бібліотеки мови C, введений стандартом C99. Заголовний файл оголошує кілька цілочисельних типів і макросів.

## Типи
Заголовний файл оголошує цілочисельні типи, які мають заданий розмір, заданий мінімальний розмір і які за використання є найшвидшими. На додаток до них стандарт оголошує макроси, що встановлюють розміри цих типів. Платформа має підтримувати, принаймні, ряд цілочисельних типів заданих розмірів:
| Тип            | Розрядність        | Набір значень             |
| -------------- | ------------------ | ------------------------- |
| int_least8_t   | принаймні, 8 біт   | [-128;127]                |
| int_least16_t  | принаймні, 16 біт  | [-32768; 32767]           |
| int_least32_t  | принаймні, 32 біта | [-2147483648; 2147483647] |
| int_least64_t  | принаймні, 64 біта | [-(2^63); 2^63 — 1]       |
| uint_least8_t  | принаймні, 8 біт   | [0; 255]                  |
| uint_least16_t | принаймні, 16 біт  | [0; 65535]                |
| uint_least32_t | принаймні, 32 біта | [0; 4294967295]           |
| uint_least64_t | принаймні, 64 біт  | [0; 2^64 — 1]             |
| int_fast8_t    | принаймні, 8 біт   | [-128; 127]               |
| int_fast16_t   | принаймні, 16 біт  | [-32768; 32767]           |
| int_fast32_t   | принаймні, 32 біта | [-2147483648; 2147483647] |
| int_fast64_t   | принаймні, 64 біта | [-(2^63); 2^63 — 1]       |
| uint_fast8_t   | принаймні, 8 біт   | [0; 255]                  |
| uint_fast16_t  | принаймні, 16 біт  | [0; 65535]                |
| uint_fast32_t  | принаймні, 32 біта | [0; 4294967295]           |
| uint_fast64_t  | принаймні, 64 біт  | [0; 2^64 — 1]             |

Типи з точною шириною
Не всі системи можуть підтримувати всі ці типи.
| Тип      | Опис                 |
| -------- | -------------------- |
| int8_t   | 8-бітовий зі знаком  |
| int16_t  | 16-бітовий зі знаком |
| int32_t  | 32-бітовий зі знаком |
| int64_t  | 64-бітовий зі знаком |
| uint8_t  | 8-бітовий без знака  |
| uint16_t | 16-бітовий без знака |
| uint32_t | 32-бітовий без знака |
| uint64_t | 64-бітовий без знака |

Задані типи мають ширину рівно 8, 16, 32 і 64 біти відповідно. Префікс u означає, що цей тип є беззнаковим і містить цілі числа, принаймні, від нуля до {\displaystyle 2^{N}-1} включно. Таким чином, тип uint_least8_t має існувати і містити числа від нуля до 255 включно.
Платформа може підтримувати вказівники на знакові і беззнакові цілочисельні типи: intptr_t і uintptr_t. Платформа повинна в рамках стандарту С99 підтримувати такі типи: intmax_t, uintmax_t, які можуть представляти найбільші цілочисельні значення.

## Макроси
Заголовний файл оголошує набори макросів, які містять найбільші і найменші значення цілочисельних типів. Щоб отримати назву, що представляє найбільше або найменше значення певного типу, візьміть назву типу, замініть _t на _MIN або _MAX і переведіть усі символи у верхній регістр. Наприклад, найменшим значенням для типу int32_t є INT32_MIN, а найбільшим значенням для типу uint_fast16_t — UINT_FAST16_MAX.
| Макрос          | Значення                          |
| --------------- | --------------------------------- |
| INTx_MIN        | {\displaystyle -2^{x-1}}          |
| INTx_MAX        | {\displaystyle 2^{x-1}-1}         |
| UINTx_MAX       | {\displaystyle 2^{x}-1}           |
| INT_LEASTx_MIN  | {\displaystyle -2^{x-1}}          |
| INT_LEASTx_MAX  | {\displaystyle 2^{x-1}-1}         |
| UINT_LEASTx_MAX | {\displaystyle 2^{x}-1}           |
| INT_FASTx_MIN   | {\displaystyle -2^{x-1}}          |
| INT_FASTx_MAX   | {\displaystyle 2^{x-1}-1}         |
| UINT_FASTx_MAX  | {\displaystyle 2^{x}-1}           |
| INTPTR_MIN      | INTx_MIN, залежить від платформи  |
| INTPTR_MAX      | INTx_MAX, залежить від платформи  |
| UINTPTR_MAX     | UINTx_MAX, залежить від платформи |
| INTMAX_MIN      | {\displaystyle -2^{63}}           |
| INTMAX_MAX      | {\displaystyle 2^{63}-1}          |
| UINTMAX_MAX     | {\displaystyle 2^{64}-1}          |
| PTRDIFF_MIN     | INTPTR_MIN                        |
| PTRDIFF_MAX     | INTPTR_MAX                        |
| SIZE_MAX        | UINTPTR_MAX                       |

Стандарт також визначає розмір типу sig_atomic_t, який може містити значення або [-128; 127], або [0; 255]. Для типу wchar_t встановлено такі ж обмеження, тільки вони є мінімальними. Тип wint_t, якщо визначений, має містити, принаймні, або значення [-32768; 32767], або [0; 65535].
Макроси INTx_C(value), INTMAX_C(value), UINTMAX_C(value) повинні розкриватися в цілочисельні константні вирази зі значенням value і з розмірністю INT_LEASTx_T, intmax_t і uintmax_t відповідно. Наприклад, на 64-розрядній машині вираз UINT64_C (123) має перетворитися на константу 123ULL.